# Diego López Rodríguez
Diego López Rodríguez, španski nogometaš, * 3. november 1981, Paradela, Španija.
López je španski nogometni vratar, ki igra za Rayo Vallecano. Znan je postal v Villarrealu, s katerim je v sezoni 2011-12 zaigral v prestižni Ligi prvakov v skupini smrti skupaj z Bayernom, Napolijem in Cityjem ter izgubil proti vsem in bil zadnji v skupini A.